# ووبنو (استان اشوی‌داشکسیه)
ووبنو (به لهستانی: Łubno) یک منطقهٔ مسکونی در لهستان است که در گمینا پیکوشوو واقع شده‌است. ووبنو ۲۸۰ نفر جمعیت دارد.